# Castell de Sentfores
El castell termenat de Sentfores estava situat en un petit turó al sud-oest de Sentfores sobre Can Canonge i prop del mas Pujolar. L'antic municipi de Sentfores, amb capital a la Guixa, es fusionà amb el de Vic l'any 1932. Sentfores és, per tant, un nucli de població de Vic (Osona).

## Història
Segle X. El castell es documenta per primer cop l'any 911 en la venda que feren Melanci i la seva muller Maçanna a Florenci i a la seva muller Riqueleva d'unes terres situades al terme del castell. El domini eminent estaria en mans dels comtes de Barcelona.
Segle XI. Els feudataris foren els bisbes de Vic. La primera notícia d'aquest domini es troba en la infeudació que l'any 1089 feu el bisbe Berenguer Sunifred de Lluça a Gilabert Miró de Sentfores i esposa Sicarda els quals es comprometien a tornar-li la potestat del castell sempre que el bisbe ho demanés.
Segle XIII. El domini episcopal continua constatant-se. El 1237, trobem els Centelles en la possessió del castell infeudat pels bisbes de Vic i els Sentfores com a vassalls dels Centelles.
Segle XIV. La família Centelles dominà el castell fins al 1342, en què Eimeric de Centelles el permutà amb Jaume Paulí, ciutadà de Vic, pel castell de Montmany i s'endugué les obligacions feudals que tenia per Sentfores amb el bisbat de Vic a Montmany. El bisbat doncs, es deslligà del castell de Sentfores. Jaume Paulí no tingué cap senyor superior ni tampoc inferior doncs comprà els drets de la castlania inferior. En pocs anys el castell fou venut a Roger de Vilademany i després a Bernat III de Cabrera, comte d'Osona, que n'havia rebut del rei la jurisdicció criminal quan encara la civil i el castell en alou eren de Paulí i Vilademany. El 1356 totes les jurisdiccions quedaren en mans dels Cabrera però els seus béns foren segrestats. La dualitat de domini entre els Cabrera i el domini superior de la mitra foren causa de plets constants entre ambdós senyors els segles xiv i xv. L'any 1368 el rei Pere el Cerimoniós el donà en franc alou al bisbe de Vic Ramón de Bellera. L'any 1382, els bisbe de Vic comprà la totalitat de la jurisdicció pensant que no tindria cap contratemps en el domini total del castell de Sentfores.
Segle XV. Els Cabrera aconseguiren del rei Martí l'Humà la cessió del castell de Sentfores. Bernat IV de Cabrera presentà al bisbe Dídac d'Herèdia l'ordre reial de restitució del mer i mixt imperi i de l'alta jurisdicció de castell i terme, els quals ja no eixiren dels dominis dels vescomtes de Cabrera, seguint les mateixes vicissituds familiars que el castell de Cabrera. Consta que l'any 1463, la Generalitat ordenà l'enderrocament del castell, que havia estat ocupat pels remences (Guerra entre el rei Joan II i la Generalitat). L'any 1472 consta que l'enderrocament s'havia produït.

### Elscastlans
El càrrec fou exercit per la família Sentfores, oscil·lant entre feudataris i castlans. El primer membre documentat és Miró de Sentfores (1039) per un plet amb l'ardiaca de Vic. La família Sentfores tingué el castell que els donava nom en feu dels bisbes de Vic sense precisar si la funció era de castlà, feudatari o ambdues alhora. La família seguí en el domini del castell almenys fins al 1279, si bé ja s'havien anat desprenent de parts dels drets que anaren passant als Centelles.
Altres castlans foren Gilabert de Neros (1279), Albert de Neros, cavaller i Gilabert de Bosquerons, cavaller. El 1342, Gilabert vengué la castlania a Jaume Paulí qui, com ja hem vist abans, rebé el castell de mans dels Centelles. Jaume Paulí fou senyor alodial, sense cap lligam feudal, i així desapareixen els castlans menors definitivament.

## Arquitectura
Pràcticament no queden vestigis dels castell, llevat d'un petit tros de mur, l'aparell constructiu del qual encara es pot veure.